# 魂斗羅 雙雄戰魂
《魂斗羅 雙雄戰魂》是由WayForward製作，科樂美發售的動作類型任天堂DS遊戲，魂斗羅系列作品之一。2007年11月19日於北美地區發售，2008年3月13日於日本發售。

## 系統
遊戲可選擇角色並選擇「簡單」、「普通」、「困難」三種難度進行，透過無線網路連線進行雙人合作，遊戲畫面分切成雙螢幕。在數個武器中選擇其中兩種可切換並強化一次，新增「勾爪」可進行攀爬與擺盪。另外遊戲有40個挑戰關卡，當玩家將完成所有關卡後可開啟遊戲誕生20週年紀念的選單，收錄歷作簡介、《魂斗羅》與《超級魂斗羅》美版遊戲、兩部漫畫、隐藏角色等。

## 关卡
游戏一共有九关。简单模式下只有首七关，一般模式和困难模式有九关。只有在一般模式和困难模式下才能挑战最终的Boss。
- 第一關（森林）

加魯加群島再次探測到有關外星大軍的資訊，魂斗羅戰士再次乘搭直昇機來到島上並在一片森林中登陸清剿敵人…

該關的BOSS為護城巨牆「德斯特罗伊（Defense Wall）」，起初與首代《魂斗羅》之第1關相同，都只得1名狙擊手及兩尊巨炮作為防禦。但在摧毀了巨牆上的感應水晶後水晶所在之洞口會突顯出有如外星生物般的核心並升高巨牆，將底層的第二粒感應水晶也突顯出來，牆頂亦有4名狙擊手作增援，而且上層的核心更能作出激光攻擊，但玩家可利用增援而來的直昇機上升至半空對付上層敵人。於巨牆完全摧毀後戰場會突然坍塌…
值得一提的是遊玩困難模式時本關的背景音樂會有不同，為首代《魂斗羅》之第1關背景音樂之重編版。
- 第二關（實驗室）

魂斗羅戰士掉入了位於瀑布旁的秘密實驗室內，戰士們需一面清理實驗室內的生化人，另一面走出瀑布並爬上瀑布頂部摧毀位於當處的外星大軍要塞…

該關的BOSS為阴兽魔神像「古罗玛伊德斯（Gromaides）」，於要塞第3波敵人（4名狙擊手）即將全滅時出現。出現時以一對螳臂左右相間攻擊地面並製造出衝擊波或從畫面其中一則突刺以攻擊玩家。在受到一定傷害後古罗玛伊德斯會將大橋摧毀並下降著追趕玩家，玩家需再次殺死古罗玛伊德斯。當大橋及古罗玛伊德斯的頭部遺骸相繼掉至瀑布底後，魂斗羅戰士進入旁邊密道的要塞入口…
本關擁有兩首背景音樂以分別實驗室區及瀑布區，其中後半部分瀑布區音樂部分旋律改編自首代《魂斗羅》之第3關背景音樂（該關同樣為瀑布關卡）。
- 第三關（要塞）

魂斗羅戰士經過位於瀑布底的秘密通道來到外星大軍要塞內，戰士們需來到要塞盡頭摧毀當中之兵器…

該關的BOSS為分幻鬼「哥德姆加（Godomuga）」，與首代《魂斗羅》之第4關所出現的哥德姆加相同，皆可分身以免疫攻擊，然而本代數量只得1隻，而且在合併為真身時可左右移動（首代的哥德姆加只會原地分身）。魂斗羅戰士將哥德姆加摧毀後此要塞正式被搗毀…
- 第四關（港口）

魂斗羅戰士逃出要塞後來到1個秘密港口，港口上有1枚巨型火箭導彈即將發射以攻擊本土的海岸都市，魂斗羅戰士需盡快乘上火箭導彈並將之摧毀…

該關的BOSS為外星機械人「米素赫加3000（Missile Hugger 3000）」，於火箭導彈升空後以中頭目型式登場保護火箭導彈，玩家需將之打退以完成剩下的關卡流程。於火箭導彈降落於都市後以大頭目型式再次登場並以雙拳擊打地面及發射導彈攻擊玩家。魂斗羅戰士將米素赫加3000摧毀後會跑進市區…
- 第五關（海邊）

魂斗羅戰士騎乘從敵軍起出的水上電單車向外海出擊，以清剿外海上嘗試登陸的敵人…

該關的BOSS為巨型魚怪「巴拉酷達（Barracuda）」，於海底攻擊時以眼睛射出死光攻擊海面，而且在被攻擊時魚背發射出兩枚飛刺之餘身旁的小燈籠魚會跳出來反擊玩家。殺死巴拉酷達後魂斗羅戰士會加速駛向工廠…
- 第六關（工廠）

魂斗羅戰士來到海邊工廠，破壞裡頭的機械人生產線，然而裡頭有另1更危險的機械人兵器等著他們…

該關的BOSS為大覺醒機械獸「畢格法斯（Big Fuzz）」，與第3代《魂斗罗精神》之第3關所出現的畢格法斯相同，攻擊手段也一樣為噴火攻擊。然而與該作不同的是該作擊敗了畢格法斯後背景大門會直接關閉並鍘斷其頭部，本作則為畢格法斯追向玩家，而玩家撤退時大門開始關閉，但畢格法斯會強硬撐開此門。故此玩家需與畢格法斯競賽在他破開大門前攻擊大門上的門鎖盡快關閉此門以鍘斷其頭部…
- 第七關（城市）

不知不覺已經是黃昏時間，魂斗羅戰士終於來到市中心，而且市中心早已成為人間煉獄，除了各自慌忙逃命的倖存民眾外，還有將城市摧殘得體無完膚的生化人士兵及外星生物，再不盡快直搗黃龍的話全世界的淪陷也只是時間上的問題…

該關的BOSS為攻殻機動艦「古斯卡斯坦古西利亞（Crustacean Cruiser）」，然而古斯卡斯坦古西利亞實為類似跳蚤般的外星生物，身上的4個囊皆蘊含無數受害民眾的屍骸，而且只會高速奔跑而沒有攻擊能力，然而地面同時有不少騎著水上電單車的生化人士兵作為護衛攻擊玩家，玩家亦在擊殺了生化人士兵後可將殘留下來的水上電單車反利用殺死古斯卡斯坦古西利亞。古斯卡斯坦古西利亞死後魂斗羅戰士終於殺入前方的外星人巢穴…
如果選擇了簡易模式的話本關為最後一關。
- 第八關（外星人巢穴）

終於殺入了外星人的巢穴，然而這次的巢穴危機四伏，四周都是充滿攻擊性的魔眼，以及更恐怖的外星生物迎戰，然而這亦代表勝利的曙光快到眼前了…

該關的BOSS為天王创魔心「古美拉莫斯齐哥（Gomeramos King）」，與歷來不同作品中出現的古美拉莫斯齐哥不同，不但外型上與首代的設計不同，而且沒有產生小異型的噴射口，只以不同數量的魔眼作為防禦手段。然而摧毀了外星人巢穴亦不代表戰爭已結束，因幕後黑手仍未清除…
- 第九關（豐收庭園）

雖然外星人巢穴被摧毀，但戰爭尚未結束，原來幕後黑手黑色毒蛇仍未殺死，而且黑色毒蛇的藏身地點為一座充斥無數人類屍骸的秘密培養工場內。正當魂斗羅戰士將蘇醒了的黑色毒蛇進行猛攻之際，突然黑色毒蛇吸收了無數屍骸並進化成真實的巨魔型態！為了完全殺死黑色毒蛇以終結戰爭，魂斗羅戰士將賭上性命及人類的一切希望攻入其體內決一死戰…

該關的BOSS為本作的幕後黑手「黑色毒蛇（Black Viper）」，於本關開始不久以類似螳螂的型態沉睡於培養罐中，並在蘇醒後以中頭目型式不停的爬上天花板或跑到地上攻擊玩家。在受到一定傷害後會進化成真正的巨魔型態（即本關的主舞台），當玩家闖到最後會來到黑色毒蛇的頭部內，其真身與前作中出現的「天王鬼賈法」相似，但上方多出1個身為其中樞的腦袋，兩旁皆有類似妖蛇狀雙臂阻止玩家爬至上方攻擊上方的腦袋。另外反4兩的一對眼睛亦可摧毀。當腦袋完全摧毀後黑色毒蛇體內會發生爆炸並開始死亡，這時直昇機從黑色毒蛇被摧毀的肉體中漏洞進來接應魂斗羅戰士並一同迎接勝利後的曙光。

## 外部連結
- 官方網站 （页面存档备份，存于）KONAMI（日語）